# Горанов, Милчо
Милчо Горанов (болг. Милчо Горанов; 6 ноября 1928, Лом, Монтанская область — 28 июля 2008, София) — болгарский футболист, играл на позиции защитника; бронзовый призёр Олимпийских игр 1956 года.

## Биография

### Клубная карьера
Горанов начинал карьеру в «Республиканце», за который отыграл пять сезонов.
Зимой 1949 года перешёл в софийскую «Славию», в которой отыграл 13 сезонов, выиграв в 1952 году Кубок Болгарии. В этом же клубе по окончании сезона 1961/62 он завершил карьеру в возрасте 33 лет.

### Карьера в сборной
В составе сборной Болгарии играл на олимпийском футбольном турнире 1956 года, на котором болгары завоевали бронзовые медали. Всего за сборную Болгарии сыграл 21 матч, в которых не забил ни одного гола.

### Смерть
Скончался 28 июля 2008 года в Софии после продолжительной болезни в возрасте 79 лет.

## Достижения
«Славия» (София)
- Обладатель Кубка Болгарии по футболу (1): 1952

Болгария
- Бронзовый призёр Олимпийских игр (1): 1956